# パトリック・フンク
パトリック・クリスチャン・フンク（Patrick Christian Funk, 1990年2月11日 - ）は、ドイツ・アーレン出身のサッカー選手。VfRアーレン所属。ポジションはMF。

## 経歴
2002年からVfBシュトゥットガルトのユースチームに所属し、2008年にリザーブチームに昇格し、2010年の夏にトップチーム昇格した。
2011年から2013年の2シーズン、FCザンクトパウリにレンタル移籍した。
2014年7月から3部のSVヴェーエン・ヴィースバーデンへの移籍が決まった。

## 代表歴
ドイツ代表として各年代でプレーし、UEFA U-21欧州選手権2013メンバーに選出された。